# 28889 Turrentine
28889 Turrentine este o planetă minoră (asteroid), cu un diametru de 6,059 km, din centura de asteroizi. A fost descoperită pe 26 mai 2000 la Stația Anderson Mesa de Lowell Observatory Near-Earth-Object Search. 
Obiectul prezintă o orbită caracterizată de o semiaxă mare de 3,0377106 UAi, o excentricitate de 0,09, o înclinație de 10,38687 ° în raport cu ecliptica.